# George Parker Bidder III
Pour les articles homonymes, voir Parker et George Parker.
George Parker Bidder III est un zoologiste et biologiste marin britannique, né le 21 mai 1863 à Londres et mort le 31 décembre 1953.

## Biographie
Après des études à Brighton, il passe un an à l’University College de Londres. Sur les conseils de Francis Maitland Balfour, il assiste aux conférences de Sir Edwin Ray Lankester, le fondateur de l’Association de biologie marine.
Bidder part alors comme boursier en mathématiques et en sciences au Trinity College où il obtient un Bachelor of Arts avec mention (tripos) en sciences naturelles en 1884 et en 1886. Il y suit les cours de Walter Frank Raphael Weldon et de Sir Sidney Frederic Harmer. Il commence dès lors à s’intéresser à la biologie marine, semble-t-il à la suite de la lecture de Vingt mille lieues sous les mers de Jules Verne. Après l’obtention de son diplôme il séjourne à la station zoologique de Naples de 1887 à 1891 et en 1893, les trois dernières années à l’invitation d’Anton Dohrn. Il conduit des expériences sur les éponges.
Bidder visite pour la première fois les laboratoires de Plymouth en 1890. De 1893 à 1895, il y continue ses recherches sur les éponges et fait la connaissance d'Edgar Johnson Allen. Celui-ci devient le directeur de la station de Plymouth en 1894 et s’attache à faire paraître une étude sur la ferme de culture d’éponges de Floride et sur la culture artificielle des éponges (avec l’objectif d’en introduire la culture dans les Bahamas). Ainsi, c’est naturellement à Bidder qu’il fait appel pour l’assister.
Bidder doit interrompre ses visites à Plymouth en 1896 à la mort de son père car il doit s’occuper des entreprises familiales (notamment des houillères et une mine de plomb). Il se marie en 1899 avec Marion Greenwood, physiologiste de formation. Ils s’installent à Cambridge en 1902. Un an plus tard, Bidder commence à montrer des signes de tuberculose. Il continue ses activités scientifiques et commence à s’intéresser à la géologie des côtes du Norfolk et à l’érosion. Il contribue activement à la Marine Biological Association et propose de fournir un bateau pour effectuer des recherches maritimes qui sera baptisé le Huxley du nom du premier président de l’Association. Le navire est affecté à des recherches biologiques en mer du Nord.
Bidder promeut de nombreuses actions en faveur de la recherche en Grande-Bretagne : il contribue au sauvetage des revues Quaterly Journal of Microscopical Science et Journal of Experimental Biology. Bidder convainc aussi la Royal Society de porter assistance à la station zoologique de Naples après la Seconde Guerre mondiale.

## Anecdote
Le 30 novembre 1906, il lance une bouteille à la mer. Celle-ci est retrouvée en avril 2015 sur l'île d'Amrum en Allemagne, ce qui constitue à l'époque le record de longévité pour la découverte d'une bouteille à la mer. La carte présente à l'intérieur de la bouteille promettait une récompense d'un shilling à celui qui la rapporterait au laboratoire de recherche de biologie maritime de Plymouth.

## Source
- Sir Frederick Stratten Russell (1955) Obituary. George Parker Bidder 1863-1953. Journal of the Marine Biological Association of the United Kingdom, 34 (1). p. 1–13. [PDF] pdf – L’article donne la liste des publications.